# Regioni della Nuova Zelanda
La regione è la prima suddivisione amministrativa del governo della Nuova Zelanda. Le regioni sono 16, delle quali 12 sono governate da un consiglio regionale eletto dal popolo, mentre 4 sono governate dalle autorità territoriali (il secondo livello di suddivisione amministrativa), che pertanto svolgono le funzioni di consiglio regionale e sono conosciute col nome di autorità unitarie.
Le Isole Chatham sono considerate da molti come un'autorità unitaria, ma ufficialmente fanno parte della regione di Canterbury. Alcuni confini regionali seguono i confini delle autorità territoriali, ma vi sono svariate eccezioni: per esempio, il confine meridionale della regione di Auckland attraversa il Distretto di Franklin.

## Responsabilità
Le autorità regionali sono direttamente responsabili di:
- amministrazione ambientale (compresa l'amministrazione riguardante le coste, i laghi, i fiumi, le acque e le discariche inquinanti);
- contrasto a disastri naturali (come le inondazioni) e amministrazione del territorio;
- trasporti regionali, pubblici e privati;
- contrasto contro insetti nocivi.

Le autorità territoriali invece sono direttamente responsabili di:
- pianificazione territoriale a livello locale;
- reti per servizi come acqua, fogne, gestione dei rifiuti;
- strade locali;
- biblioteche;
- riserve naturali e parchi;
- sviluppo della comunità.

Le attività delle entità regionali e territoriali sono finanziate dalle tasse sulla proprietà. Avendo ruoli complementari, spesso le autorità regionali e territoriali cooperano attivamente fra di loro.
I Consigli Regionali vengono eletti dal popolo ogni tre anni.

## Lista delle regioni
Di seguito vengono elencate le regioni sede di consigli regionali e le autorità territoriali, elencate grosso modo da nord a sud:
| Nº | Nome                 | Popolazione (2001) | Superficie | Densità | Isola | Capoluogo        |
| -- | -------------------- | ------------------ | ---------- | ------- | ----- | ---------------- |
| 1  | Northland            | 140.130            | 13.941     | 10,1    | Nord  | Whangarei        |
| 2  | Auckland (1)         | 1.158.891          | 5.600      | 206,9   | Nord  | Auckland         |
| 3  | Waikato              | 357.726            | 25.598     | 14,0    | Nord  | Hamilton         |
| 4  | Baia dell'Abbondanza | 239.415            | 12.447     | 19,2    | Nord  | Tauranga         |
| 5  | Gisborne (1)(2)      | 43.974             | 8.351      | 5,3     | Nord  | Gisborne         |
| 6  | Baia di Hawke        | 142.950            | 14.164     | 10,1    | Nord  | Napier, Hastings |
| 7  | Taranaki             | 102.858            | 7.273      | 14,1    | Nord  | New Plymouth     |
| 8  | Manawatu-Wanganui    | 220.089            | 22.215     | 9,9     | Nord  | Palmerston North |
| 9  | Wellington           | 423.765            | 8.124      | 52,2    | Nord  | Wellington       |
| 10 | Tasman (1)           | 41.352             | 9.786      | 4,2     | Sud   | Richmond         |
| 11 | Nelson (1)           | 41.568             | 445        | 93.4    | Sud   | Nelson           |
| 12 | Marlborough (1)      | 39.561             | 12.484     | 3,2     | Sud   | Blenheim         |
| 13 | West Coast           | 30.303             | 23.336     | 1,3     | Sud   | Greymouth        |
| 14 | Canterbury           | 481.431            | 45.346     | 10,6    | Sud   | Christchurch     |
| 15 | Otago                | 181.542            | 31.990     | 5,7     | Sud   | Dunedin          |
| 16 | Southland            | 91.002             | 34.347     | 2,6     | Sud   | Invercargill     |

(1) Queste regioni sono autorità unitarie.

(2) La regione di Gisborne è conosciuta anche con i nomi di East Cape e East Coast.

## Aree al di fuori dei confini regionali
La Nuova Zelanda è composta di una gran quantità di isole che non sono comprese all'interno dei confini regionali. Le Isole Chatham non sono ufficialmente una regione; il suo consiglio ha però alcuni dei poteri di un consiglio regionale in base al Resource Management Act. Le isole Kermadec e le Isole sub-antartiche della Nuova Zelanda sono abitate solo da un piccolo gruppo di membri del Dipartimento di Conservazione neozelandese, il cui Ministero agisce come un Consiglio Regionale vero e proprio.